# Abdul Rahim
Abdul Rahim (ur. 11 lutego 1913) – afgański lekkoatleta, kulomiot. 
Podczas igrzysk olimpijskich w Berlinie (1936) odpadł w eliminacjach.